# Binnie Barnes
Gertrude Maud "Binnie" Barnes (Londres, 25 de março de 1903 – Beverly Hills, Califórnia, 27 de julho de 1998) foi uma atriz inglesa, cuja carreira em filmes durou cinquenta anos, de 1923 a 1973.

## Biografia
Trabalhou como ama de leite, enfermeira, corista e dançarina antes de estrear no cinema em 1929. Depois de 26 curtas-metragens conseguiu um papel no longa-metragem A Night in Montmartre (1931). Dois anos depois interpretou Catarina Howard em The Private Life of Henry VIII, papel que lhe deu fama e um convite para se transferir para Hollywood.
Em terras norte-americanas, apareceu em dezenas de filmes, muitas vezes como cáusticas e brincalhonas coadjuvantes, outras muitas vezes como a estrela principal. Depois de se aposentar em 1955, retornou como freira em The Trouble with Angels (1966) e sua sequência dois anos mais tarde. Seu último trabalho nas telas deu-se em 1973, no filme 40 Carats.
Casou-se em 1931 com Samuel Joseph, de quem se divorciou em 1936. Em 1940, contraiu novo matrimônio, agora com Mike Frankovich, produtor executivo da Columbia Pictures. Com ele teve três filhos.
Faleceu em 27 de julho de 1998, de causas naturais.

## Filmografia parcial[3]
| - 1929 Phonofilm - 1931 A Night in Montmartre - 1932 Murder at Covent Garden - 1933 Taxi to Paradise - 1933 Heads We Go - 1933 The Private Life of Henry VIII - 1934 The Lady Is Willing - 1934 The Private Life of Don Juan - 1934 There's Always Tomorrow - 1935 Diamond Jim - 1935 Rendezvous - 1936 Sutter's Gold - 1936 Small Town Girl - 1936 The Last of the Mohicans - 1936 The Magnificent Brute - 1937 Three Smart Girls - 1937 Breezing Home - 1937 Broadway Melody of 1938 - 1938 The Divorce of Lady X - 1938 The Adventures of Marco Polo - 1938 Three Blind Mice - 1938 Holiday - 1938 Always Goodbye - 1938 Tropic Holiday - 1938 Gateway - 1939 The Three Musketeers - 1939 Wife, Husband and Friend - 1939 Man about Town | - 1939 Frontier Marshal - 1939 Daytime Wife - 1940 'Til We Meet Again - 1941 This Thing Called Love - 1941 Tight Shoes - 1941 Skylark - 1942 Call Out the Marines - 1942 New Wine - 1942 In Old California - 1942 I Married an Angel - 1943 The Man from Down Under - 1944 Up in Mabel's Room - 1944 The Hour Before Dawn - 1944 Barbary Coast Gent - 1945 It's in the Bag - 1945 The Spanish Main - 1946 The Time of Their Lives - 1948 If Winter Comes - 1949 My Own True Love - 1949 I Pirati di Capri - 1949 La Strada Buia - 1950 Shadow of the Eagle - 1953 Decameron Nights - 1954 Fire over Africa - 1966 The Trouble with Angels - 1968 Where Angels Go Trouble Follows - 1973 40 Carats |